# Един Бахтич
Един Бахтич (сербохорв. Edin Bahtić, нар. 1 травня 1956, Сараєво) — югославський футболіст, який грав на позиції півзахисника. Виступав, зокрема, за клуби «Желєзнічар» та «Аріс», а також національну збірну Югославії.

## Клубна кар'єра
Народився 1 травня 1956 року в місті Сараєво. Вихованець футбольної школи клубу «Желєзнічар». Проте згодом змушений був залишити молодіжну команду сараєвського клубу, оскільки керівництво вважало Єдина недостатньо квалфікованим для першої команди «Желєзнічара» У дорослому футболі дебютував виступами за аматорську команду ФК «Враца». Виступав також за «Босна» (Сараєво).
Своєю грою за останню команду привернув увагу представників тренерського штабу клубу «Желєзнічар», до складу якого приєднався 1978 року. Відіграв за команду із Сараєва наступні одинадцять сезонів своєї ігрової кар'єри (до 1989 року). Більшість часу, проведеного у складі «Желєзнічара», був основним гравцем команди. Зіграв понад 250 матчів, і, не зважаючи на те, що Бахтич не був нападником, відзначився понад 60 голами в національному чемпіонаті. Зазвичай виступав на позиції правого півзахисника/нападника.
1985 року перейшов до клубу «Аріс», за який відіграв 2 сезони.  Завершив професійну кар'єру футболіста виступами за команду «Аріс» Салоніки у 1987 році.
У Кубку УЄФА 1984/85 разом з гравцем «Відеотон» Йожефом Сабо відзначився 7 голами, обидва гравці стали найкращими бомбардирами турніру. Того сезону «Желєзнічар» дійшов до 1/2 фіналу турніру. 

## Виступи за збірну
1984 року дебютував в офіційних матчах у складі національної збірної Югославії. Протягом кар'єри у національній команді, яка тривала 2 роки, провів у формі головної команди країни 2 матчі.